# 吉廣啓子
吉廣 啓子（よしひろ けいこ、1945年9月15日 - ）は、日本の政治家。福岡県苅田町長を3期務めた。

## 来歴
福岡県苅田町出身。九州大学文学部英文学科卒業。福岡県の県立高校の英語講師となる。その傍ら、40代で朗読ボランティアとなり、町報や書籍を朗読・録音。聴覚障害者や高齢者にテープを届けた。1987年（昭和62年）、苅田町教育委員に就任。2002年（平成14年）、苅田町ボランティア連絡協議会を立ち上げ会長に就任。
2005年（平成17年）10月5日、苅田町長の伊塚工が死去。これに伴って11月13日に行われた町長選挙に立候補。元苅田町長・元衆議院議員の尾形智矩を小差で破り初当選した（吉廣：5,943票、尾形：5,864票）。2009年（平成21年）10月には尾形の実弟の前苅田町議・尾形均を下し再選。2013年（平成25年）10月、三選。2017年（平成29年）11月12日、任期満了をもって引退。